# 1297
- Wikisource

| Calendário gregoriano                                                        | 1297 MCCXCVII                                        |
| Ab urbe condita                                                              | 2050                                                 |
| Calendário arménio                                                           | 746 – 747                                            |
| Calendário bahá'í                                                            | -547 – -546                                          |
| Calendário budista                                                           | 1841                                                 |
| Calendário chinês                                                            | 3993 – 3994 Início a 25 de janeiro (aproximadamente) |
| Calendário copta                                                             | 1013 – 1014                                          |
| Calendário etíope                                                            | 1289 – 1290                                          |
| Calendários hindus - Vikram Samvat - Calendário nacional indiano - Cáli Iuga | 1352 – 1353 1218 – 1219 4397 – 4398                  |
| Calendário Holoceno                                                          | 11297                                                |
| Calendário islâmico                                                          | 696 – 697                                            |
| Calendário judaico                                                           | 5057 – 5058                                          |
| Calendário persa                                                             | 675 – 676                                            |
| Calendário rúnico                                                            | 1547                                                 |
| Calendário solar tailandês                                                   | 1840                                                 |

1297 (MCCXCVII, na numeração romana) foi um ano comum do século XIII do Calendário Juliano, da Era de Cristo, e a sua letra dominical foi F (52 semanas), teve início a uma terça-feira e terminou também a uma terça-feira.
No reino de Portugal estava em vigor a Era de César que já contava 1335 anos.
| Ano completo                       |
| ---------------------------------- |
| Ano comum com início à terça-feira |

## Eventos
- 12 de Setembro - O Tratado de Alcanises define a fronteira entre Portugal e Castela.
- 8 de Janeiro - O Mónaco ganha independência.
- 11 de Setembro - Os escoceses, comandados por William Wallace e Andrew Moray, derrotam os ingleses de Eduardo I da Inglaterra, na Batalha de Stirling Bridge.
- Fundação da freguesia portuguesa de Quarteira.
- Um cão de água português é descrito pela primeira vez no relatório de um monge de um marinheiro de afogamento, que havia sido puxado do mar por um cachorro

### Mortes
- 22 de fevereiro - Santa Margarida de Cortona, italiana (n. 1247).